# All-Star Game de la NBA 1983
El 33.eɽ All-Star Game de la NBA de la historia se disputó el día 13 de febrero de 1983 en el Forum de Inglewood, en Los Ángeles, California. Fue la segunda vez en la historia que en este recinto se celebraba un partido "All Star", después de la edición de 1972. La asistencia en 1983 fue de 17.505 espectadores.
El equipo de la Conferencia Este estuvo dirigido por Billy Cunningham, entrenador de Philadelphia 76ers y el de la Conferencia Oeste por Pat Riley, de Los Angeles Lakers. La victoria correspondió a la selección de la Conferencia Este, por 132-123. En el primer cuarto, el equipo del Este ya había conseguido 42 puntos. Fue el cuarto triunfo de su carrera en un All-Star para su entrenador, Billy Cunningham.
Julius Erving, alero de los Sixers, fue elegido "Jugador más valioso" del partido tras conseguir 25 puntos, 6 rebotes y 3 asistencias, y realizar toda una serie de mates y jugadas espectaculares. Dos jugadores que jugaban en su cancha habitual, Magic Johnson y Kareem Abdul-Jabbar tuvieron excelentes actuaciones (17 puntos y 16 asistencias de "Magic", 20 puntos y 6 rebotes de Kareem, con 9 tiros de campo anotados sobre 12 intentos), pero no fue suficiente ante el juego del equipo de Erving (alias 
Dr. J).
El partido fue el último de este tipo de encuentros para David Thompson, que años más tarde pasaría a engrosar la lista del Basketball Hall of Fame.

## Estadísticas

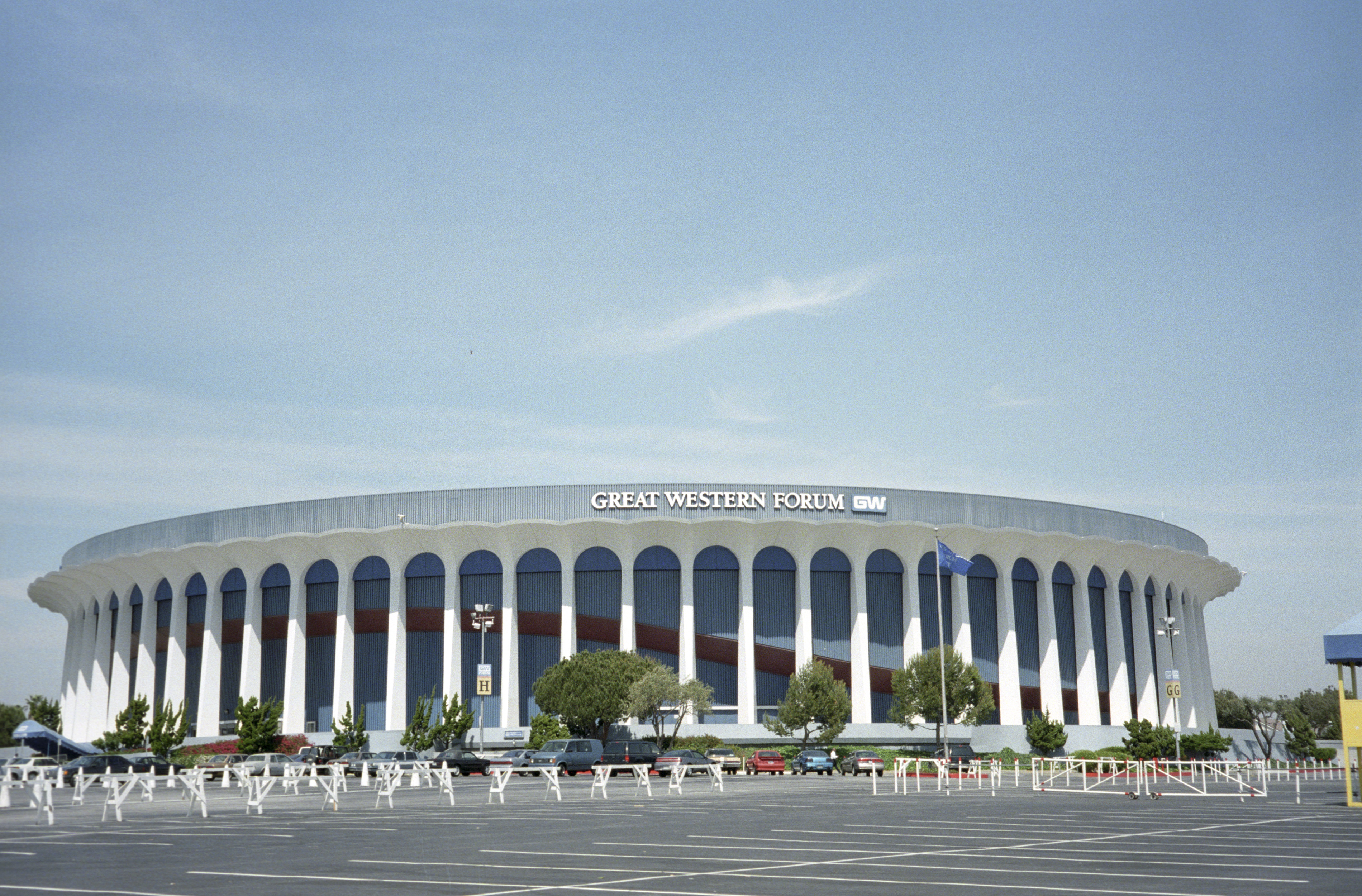
El Forum de Inglewood, sede del All-Star de 1983.

### Conferencia Oeste
| CONFERENCIA OESTE                |     |     |     |     |     |     |     |     |
| Jugador, Equipo                  | MIN | TCA | TCI | TLA | TLI | REB | AST | PTS |
| Alex English, Denver             | 23  | 7   | 14  | 0   | 1   | 4   | 0   | 14  |
| Maurice Lucas, Phoenix           | 27  | 3   | 8   | 0   | 1   | 7   | 1   | 6   |
| Kareem Abdul-Jabbar, Los Angeles | 32  | 9   | 12  | 2   | 3   | 6   | 5   | 20  |
| Earvin Johnson, Los Angeles      | 33  | 7   | 16  | 3   | 4   | 5   | 16  | 17  |
| David Thompson, Seattle          | 17  | 5   | 7   | 0   | 0   | 1   | 2   | 10  |
| George Gervin, San Antonio       | 14  | 3   | 8   | 2   | 2   | 0   | 3   | 9   |
| Jamaal Wilkes, Los Angeles       | 15  | 4   | 6   | 2   | 2   | 2   | 2   | 10  |
| Jack Sikma, Seattle              | 17  | 4   | 6   | 0   | 0   | 3   | 1   | 8   |
| Artis Gilmore, San Antonio       | 16  | 2   | 4   | 1   | 2   | 5   | 1   | 5   |
| Gus Williams, Seattle            | 15  | 3   | 9   | 0   | 0   | 1   | 4   | 6   |
| Jim Paxson, Portland             | 17  | 5   | 7   | 1   | 2   | 0   | 1   | 11  |
| Kiki Vandeweghe, Denver          | 14  | 3   | 4   | 1   | 2   | 3   | 1   | 7   |
| Totales                          | 240 | 55  | 101 | 12  | 19  | 37  | 37  | 123 |

MIN: Minutos. TCA: Tiros de campo anotados. TCI: Tiros de campo intentados. TLA: Tiros libres anotados. TLI: Tiros libres intentados. REB: Rebotes. AST: Asistencias. PTS: Puntos

### Conferencia Este
| CONFERENCIA ESTE             |     |     |     |     |     |     |     |     |
| Jugador, Equipo              | MIN | TCA | TCI | TLA | TLI | REB | AST | PTS |
| Larry Bird, Boston           | 29  | 7   | 14  | 0   | 0   | 13  | 7   | 14  |
| Julius Erving, Philadelphia  | 28  | 11  | 19  | 3   | 3   | 6   | 3   | 25  |
| Moses Malone, Philadelphia   | 24  | 3   | 8   | 4   | 6   | 8   | 3   | 10  |
| Maurice Cheeks, Philadelphia | 18  | 3   | 8   | 0   | 0   | 1   | 1   | 6   |
| Isiah Thomas, Detroit        | 29  | 9   | 14  | 1   | 1   | 4   | 7   | 19  |
| Sidney Moncrief, Milwaukee   | 28  | 8   | 14  | 4   | 5   | 5   | 4   | 20  |
| Marques Johnson, Milwaukee   | 20  | 3   | 10  | 1   | 2   | 2   | 2   | 7   |
| Robert Parish, Boston        | 18  | 5   | 6   | 3   | 4   | 3   | 0   | 13  |
| Andrew Toney, Philadelphia   | 18  | 4   | 5   | 0   | 0   | 1   | 7   | 8   |
| Buck Williams, New Jersey    | 19  | 3   | 4   | 2   | 4   | 7   | 1   | 8   |
| Reggie Theus, Chicago        | 8   | 0   | 5   | 0   | 0   | 1   | 1   | 0   |
| Bill Laimbeer, Detroit       | 6   | 1   | 1   | 0   | 0   | 1   | 0   | 2   |
| Totales                      | 240 | 57  | 108 | 18  | 25  | 52  | 36  | 132 |

MIN: Minutos. TCA: Tiros de campo anotados. TCI: Tiros de campo intentados. TLA: Tiros libres anotados. TLI: Tiros libres intentados. REB: Rebotes. AST: Asistencias. PTS: Puntos